# Николаевка (Карасукский район)
Николаевка — упразднённое село в Карасукском районе Новосибирской области. На момент упразднения входило в состав Ирбизинского сельсовета. Исключено из учётных данных в 1977 году.

## География
Село располагалось у озера Беляниха, в 8 км (по прямой) к востоку от дерени Кукарка.

## История
Село было основано в 1846 г. В 1928 году состояло из 210 хозяйств. В административном отношении являлось центром Николаевского сельсовета Баклушевского района Барабинского округа Сибирского края.
Решением Новосибирского облисполкома от 01.12.1977 г. № 799 село исключено из учётных данных.

## Население
В 1928 году в селе проживало 1160 человек (582 мужчины и 578 женщин), основное население — украинцы.